# Kołczewo
Kołczewo [kɔu̯ˈt͡ʂɛvɔ] (tiếng Đức Kolzow) là một ngôi làng thuộc khu hành chính của Gmina Wolin, thuộc hạt Kamień, West Pomeranian Voivodeship, ở phía tây bắc Ba Lan.
Nó nằm khoảng 13 kilômét (8 mi) phía bắc của Wolin, 13 km (8 mi) về phía tây Kamień Pomorski và 60 km (37 mi) phía bắc thủ đô khu vực Szczecin.
Ngôi làng có dân số 690 người và liên tục giảm mỗi tháng.